# Jacob Bassevi
Jacob Bassevi von Treuenberg (* 1580; † 2. Mai 1634 in Mladá Boleslav/Jungbunzlau in Böhmen) war kaiserlicher Hofbankier und Finanzier während des Dreißigjährigen Krieges. Er war der erste Jude im Habsburger Reich, der geadelt wurde.

## Leben
Jacob Bassevi, auch Baschevi, war ein Sohn des aus Italien stammenden Abraham Basch.
Bassevi begann in jungen Jahren mit geschäftlichen Aktivitäten und spezialisierte sich erfolgreich zunächst auf den Handel mit Silber, Bestandteil der damals gängigen Währung der Silbermünzen.
Durch sein Vermögen als Großhändler, Steuereinnehmer von Böhmen und Heereslieferant trug er wesentlich zur Finanzverwaltung der Kaiser Rudolf II., Matthias, und Ferdinand II. aus dem Hause Habsburg bei. Gemeinsam mit anderen Geldgebern gab er diesen finanzielle Kredite, besonders an Ferdinand II., der große Summen für die Durchführung des Dreißigjährigen Krieges und der Rekatholisierung nach der Schlacht am Weißen Berg bei Prag benötigte. Bassevi pachtete ab dem 1. Februar 1622 zusammen mit Hans de Witte, Albrecht von Wallenstein, Karl von Liechtenstein und Paul Michna von Vacínov von Kaiser Ferdinand II. das Münzregal von Niederösterreich, Böhmen und Mähren auf ein Jahr. Nach außen trat Hans de Witte als Vertreter des Konsortiums in Erscheinung. Zur Finanzierung der Pacht und um Mittel für die wachsenden Kreditansprüche des sich ausweitenden Krieges aufzubringen, wurden Münzen geprägt, die teilweise nur ein Sechstel des angegebenen Silbergehaltes aufwiesen. Der Handel mit ausländischen Münzen wurde vom Kaiser verboten. Eine gewaltige Inflation der Währung war die Folge. Mit dieser Münzverschlechterung der sogenannten Kipper- und Wipperzeit destabilisierte das Konsortium die Versorgungslage der Bevölkerung, was zu Hungersnöten, Plünderungen und sonstigen Grausamkeiten führte. Mit diesem Geld kauften Liechtenstein, Wallenstein, Michna und andere die Güter zwangsenteigneter evangelisch-lutherischer Standesherrn. Wallenstein entlohnte mit Bassevis finanziellen Krediten die Söldner seiner Feldzüge im Dreißigjährigen Krieg.

## Nobilitierung

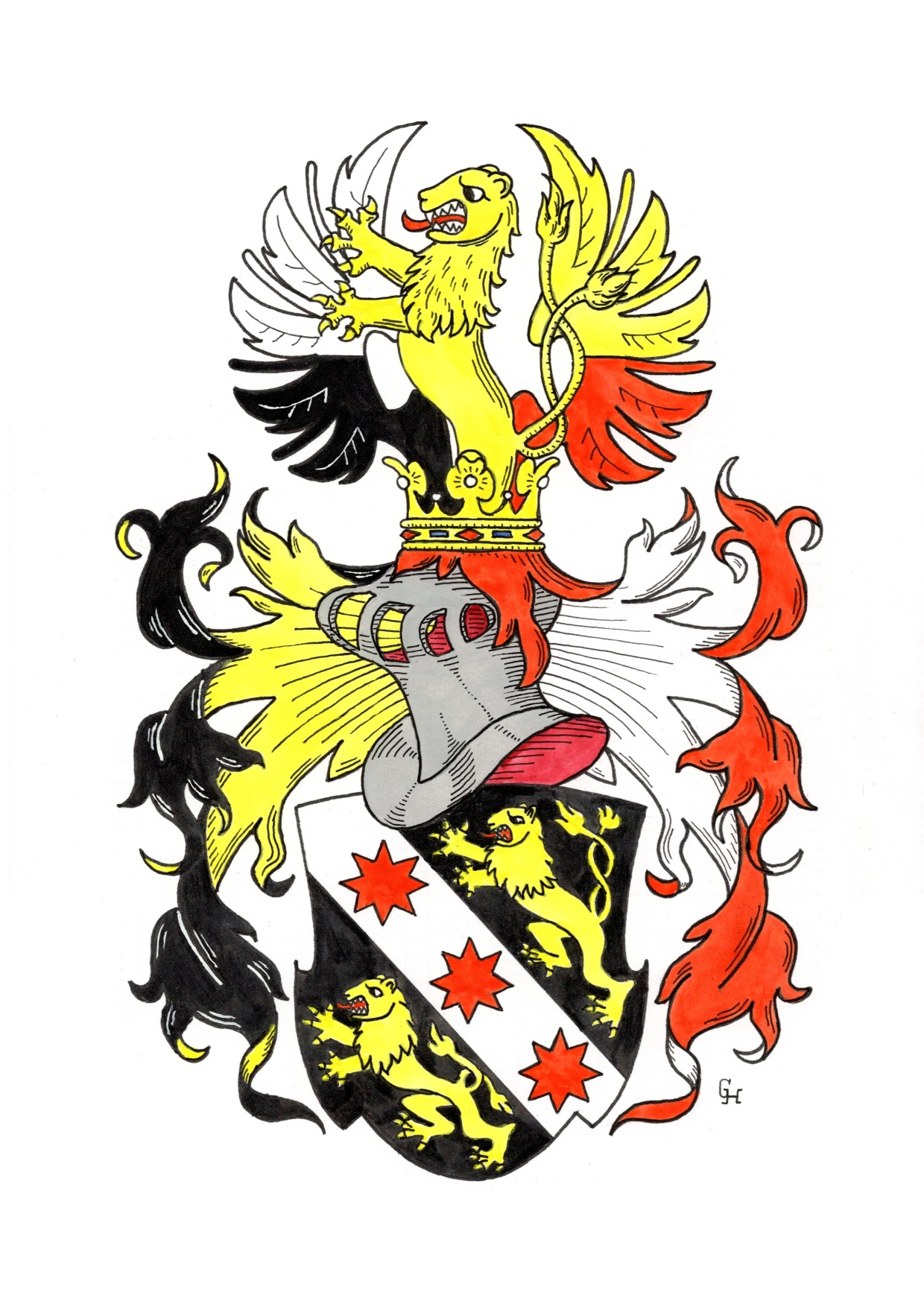
Wappen Bassevis, verliehen zusammen mit dem Prädikat "von Treuenberg" 1622.

Als Anerkennung für seine Dienste wurde Bassevi 1622 vom habsburgischen Kaiser Ferdinand II. angeblich in den erblichen Adelsstand mit dem Prädikat Ritter von Treuenberg erhoben. Das Wappenbild zeigt – alle Mitteilungen darüber auswertend – in Schwarz einen goldenen Löwen mit drei achtstrahligen roten Sternen, die Wappendecken sind rot-schwarz, die Helmzier zeigt den goldenen Löwen in einem offenen schwarzen Flug. Kaiser Ferdinand II. verlieh ihm zusätzlich zu den bereits von seinen Vorgängern 1599 erteilten Schutz- und Schirmprivilegien, 1622 weitere Rechte. So durfte Bassevi, ungeachtet der sonst den jüdischen Handelsleuten auferlegten Beschränkungen, geschäftlich in allen Teilen des Reiches in Städten, Dörfern und Marktplätzen tätig sein. Dies galt auch für die Hauptstädte Prag und Wien und andere Orte, unabhängig davon, ob Juden dort das Recht hatten, sich niederzulassen oder nicht. Das Eigentum des Jacob Bassevi von Treuenberg war von Steuern, Auflagen und anderen Verpflichtungen befreit; er hatte das Recht zu Hofe zu wohnen und war nur der Rechtsprechung des Hofmarschalls unterworfen.
Vor dem 18. Jahrhundert konnten Hofjuden nur nobilitiert werden, wenn sie zum Christentum übertraten. Lange Zeit galt Jakob Bassevi von Treuenberg als erster Hofjude, der nicht getauft in den Adelsstand erhoben wurde.
Laut Heinrich Schnee durfte er sich zwar von Treuenberg nennen, dies bedeutete jedoch keine Nobilitierung im eigentlichen Sinn.

## Bedeutung
Als Vertreter der jüdischen Gemeinde in Prag wurde Bassevi erstmals 1616 erwähnt. Er übte seinen Einfluss auch zu Gunsten der Juden des Reiches und Italiens aus. Es ist seinen Anstrengungen und denen anderer jüdischer Geldgeber zu verdanken, dass nach der Schlacht am Weißen Berg bei Prag im Jahr 1621 das jüdische Stadtviertel Josefov (Josefstadt) in Prag von Plünderung und Einquartierungen verschont blieb. Bassevi war ein enger Freund des obersten Rabbis von Prag, Yom-Tov Lipmann Heller. Dieser wurde am 26. Juni (5. Tammus) 1629 verhaftet, musste sich vor einer Kommission in Wien verantworten und wurde zu einer Geldstrafe von 10.000 Talern verurteilt. Bassevi steuerte ein Fünftel der Summe bei, die verhinderte, dass Lipmann Heller ersatzweise öffentlich ausgepeitscht wurde. Bassevi spendete auch große Summen zur Unterstützung armer Glaubensgenossen in Palästina.
Mit dem Schwinden des kaiserlichen Vertrauens in Wallenstein als Kreditgeber, Feldherr und Mitglied des Prager Münzkonsortiums, und nach der kurzfristigen Besetzung Prags 1631 durch brandenburgisch-kursächsische Truppen unter Hans Georg von Arnim-Boitzenburg fiel auch Bassevi von Treuenberg in Ungnade. Er zog sich im Jahr 1631 – drei Jahre vor der Ermordung Wallensteins im Februar 1634 in Eger – nach Gitschin (heute Jičín) zurück, einem der Zentren von Wallensteins Besitzungen. Dort war er weiterhin als Finanzier für ihn und dessen Herzogtümer Friedland, Glogau und Sagan tätig. 
Wallensteins Sturz führte auch zum Zusammenbruch seiner Unternehmungen.
Am 2. Mai 1634 starb Bassevi in Jungbunzlau und wurde auf dem dortigen Jüdischen Friedhof begraben. Seine Ehefrau Hendela Bassevi war bereits 1628 verstorben. Ihr Grabstein, der einzige einer Frau auf dem jüdischen Friedhof in Prag, ist noch erhalten.
Jacob Bassevi von Treuenberg war in der besonderen Ausstattung mit Privilegien und dem tiefen Fall nach Entzug des Vertrauens der Prototyp des jüdischen Hoffaktors. Er steht mit seinem Schicksal am Beginn der Lebensgeschichten zahlreicher jüdischer Bankiers, welche in den erblichen Adelstand europäischer Länder erhoben wurden.

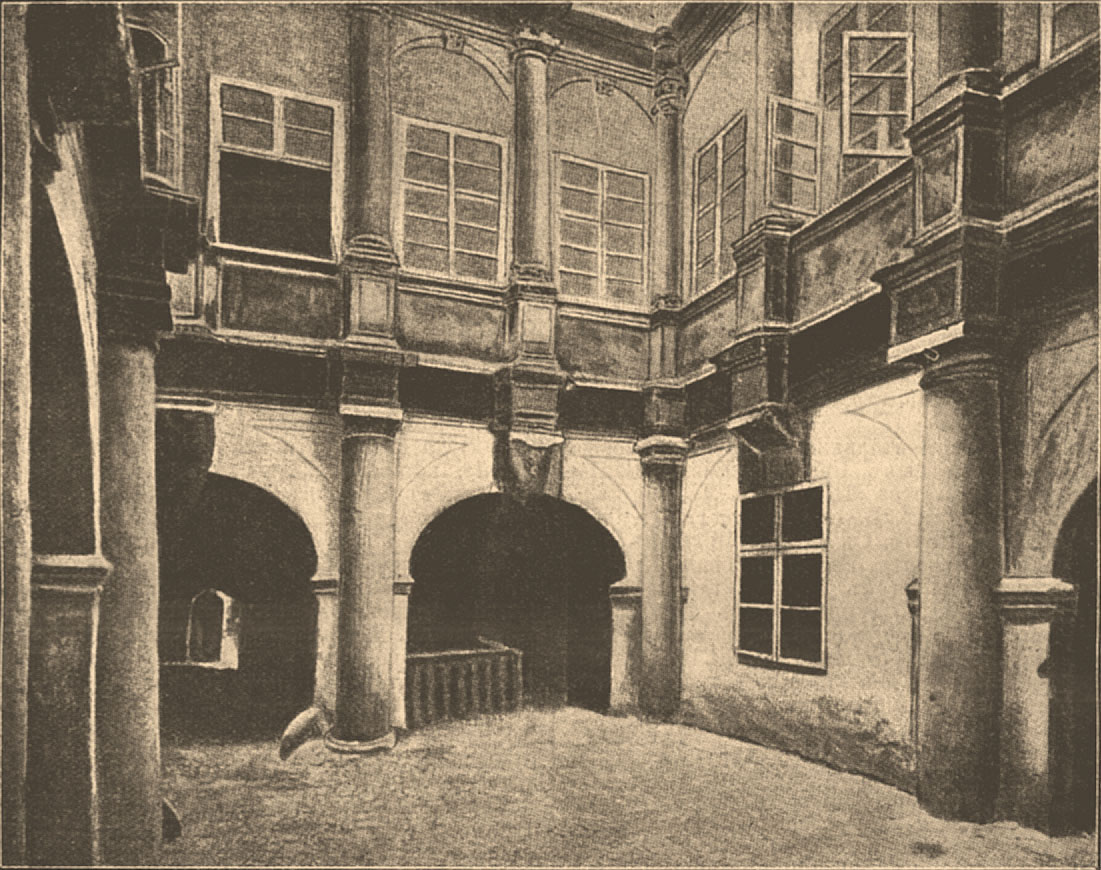
Wohnhaus im Prager Ghetto
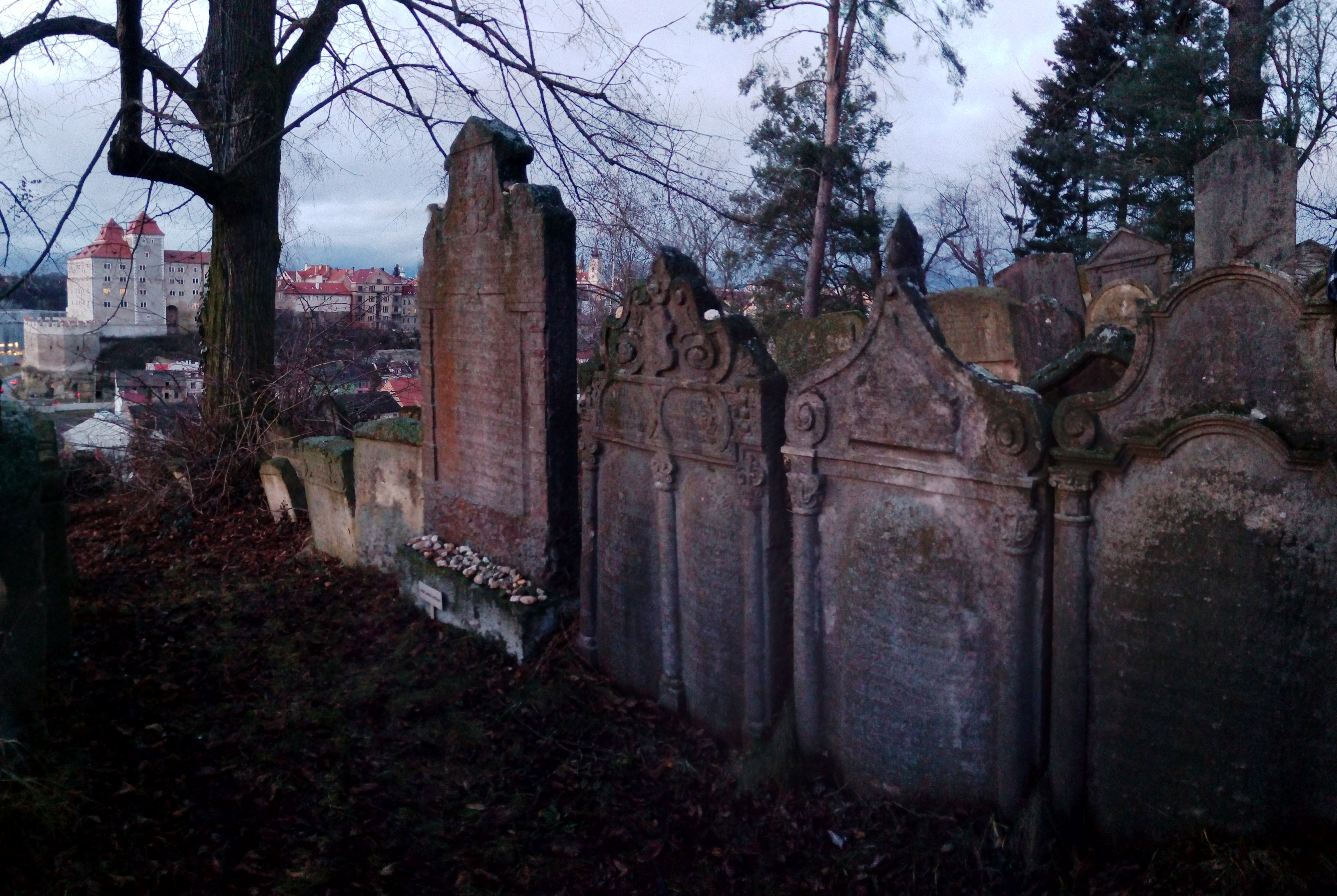
Grabstein (links) mit Wappen Jungbunzlau